# Juan Fernández (mořeplavec)
Juan Fernández (cca 1536? Cartagena – cca 1604? Santiago de Chile) byl španělský objevitel a mořeplavec. Plavil se převážně v tichomořských oblastech místokrálovství Peru, generálního kapitanátu Chile při západním pobřeží Jižní Ameriky. Nejvíce se proslavil objevem cesty z Callao (Peru) do Valparaísa (Chile) a objevem ostrovů Juana Fernándeze u pobřeží Chile.

## Život a plavby

### Ostrovy Juana Fernándeze
V roce 1574 objevil novou plavební cestu z Callao do Valparaísa, která byla mnohem rychlejší než ta předchozí. Objížďkou na západ od pobřeží se mu podařilo vyhnout severnímu Peruánskému proudu, který zpomaloval lodě plující na jih podél pobřeží. 
Přitom 22. listopadu 1574 objevil ostrovy Juana Fernándeze, které se nachází západně od dnešního Valparaísa v jihovýchodní části Tichého oceánu. Ve stejném roce objevil také tichomořské ostrovy Neštěstí.

### Nový Zéland
Někteří dřívější historici tvrdili, že byl prvním Evropanem, který se doplul na Nový Zéland. V roce 1575 vedl výpravu na Terra Australis. Výprava byla schválena guvernérem Chile Juanem Jufrém, nikoli však místokrálem. V důsledku toho byl zaměňován oficiální cíl cesty. Po měsíční plavbě směřované na západ mořeplavci dorazili na jaře roku 1576 na hornatý a úrodný ostrov, obydlený bílými lidmi a se všemi plody potřebnými k životu.
V Chile chtěl Juan Fernández o svém objevu informovat vládní úředníky, ale guvernér Juan Jufré toto nepovolil, protože cestu nenechal schválit místokrálem. Informace o objevu ostrova tak byly odtajněny až po smrti Juana Fernándeze, ani pak úřady ostrov nenechaly prozkoumat. Někteří historici tvrdí, že Fernández doplul na ostrov Tahiti.

### Konec života
O jeho smrti se nedochovalo mnoho informací. Odhaduje se, že zemřel kolem roku 1604.